# XXXXIII. Armeekorps (Wehrmacht)
Das XXXXIII. Armeekorps war ein Großverband der Wehrmacht. Es wurde am 15. April 1940 im Wehrkreis XI aufgestellt und bestand bis zum 8. Mai 1945.

## Geschichte

### 1940
Das Mitte April 1940 im Wehrkreis XI aufgestellte XXXXIII. Armeekorps wurde in der zweiten Phase des Westfeldzuges Ende Mai als Frontreserve der Heeresgruppe A in die Ardennen verbracht und mit der zugeteilten 96., 293. und 294. Infanterie-Division zwischen der Maas und der Semois konzentriert. Kurz darauf der 9. Armee unterstellt und mit der 88. und 96. Division als Reserve im zweiten Treffen hinter dem XVIII. Armeekorps im Raum nördlich von Laon für den Angriff (Fall Rot) bereitgestellt. Nach dem Aisne- und Marne-Übergang folgte das Korps dem vorangehenden XXXXII. Armeekorps bis Mitte Juni an die Seine nach, wo die Panzergruppe Kleist bei Romilly bereits den Übergang erreicht hatte. Bei der französischen Kapitulation am 25. Juni stand das Korps im Raum Bonny-sur-Loire. Im Dezember 1940 lag das Generalkommando als Besatzungstruppe an der Kanalküste, unterstellt waren dabei die 57. und 170., im April 1941 die 216. und 225. Infanterie-Division.

### 1941/42
Im Mai 1941 verlegte das Korps zur 4. Armee nach Ostpolen. Zu Beginn der Operation Barbarossa unterstanden dem Generalkommando die 131., 134. und 252. Infanterie-Division. Die Truppen überschritten den Bug im Raum Mielnik, links flankiert vom IX. Armeekorps. Es folgte dem Vorgehen durch den Białowieża-Urwald in Richtung auf Nowy Dwór, wo sich nach Wolkowysk der westliche Kessel von Bialystok bildete, der zusammen mit dem XIII. Armeekorps verengt wurde. Ende Juli folgte die Zuordnung des Korps zu der vor Bobruisk aufmarschierenden 2. Armee, welche gegenüber der sowjetischen 21. Armee im nördlichen Pripjat-Gebiet Front machte. Anfang September 1941 waren dem Korps beim Vorgehen auf Konotop und Tschernigow die 131., 260. und 293. Infanterie-Division zugewiesen. Während der Kesselschlacht um Kiew überschritt das Korps die Desna und drängte mit dem Höheren Kommando XXXV. über Priluki gegen die nördliche Kesselfront auf Pirjatin.
Beim Unternehmen Taifun überschritt das Generalkommando am 2. Oktober im Raum Dubrowka mit der 52., 112., 31. und 260. Division die Desna und führte den nördlichen Zangenarm um den sich zwischen der Bolwa, Brjansk und Chwastowitschi gebildeten Kessel. Nach der Ausräumung des Kessels von Brjansk rückte das Generalkommando über Schisdra nach Koselsk und überschritt Anfang November die Oka zwischen Peremyschl (bei Kaluga) und Bjelew. Nach dem Vordringen auf Tula hielt das Korps im Raum südlich Alexin mit der 31. und 131. Inf.-Div. die westliche Front des dort durch die Panzergruppe gebildenden Frontbogens.
Der Durchbruch der sowjetischen 10. Armee (General Golikow) auf Kaluga drängte das Korps Anfang Dezember von der Oka auf das nördliche Ufer der Ugra und auf Juchnow zurück, wobei die Verbindung zum südlicher stehenden LIII. Armeekorps völlig verloren ging. Erst auf der Höhe von Spas-Demensk wurde die Front nach schweren Abwehrkämpfen im April 1942 stabilisiert. In dieser Zeit waren dem Korps, das bis Juni auch im Rücken gegen eingebrochene Sowjettruppen Front machen musste, die 31., 34., 131. und zeitweilig die 10. motorisierte Division des südlicher stehenden XXXX mot. Armeekorps unterstellt. Während des Stellungskampfes an der Ugra waren dem Generalkommando im Herbst 1942 und Frühjahr 1943 die 34., 137. und 263. Infanterie-Division unterstellt.

### 1943
Im Januar 1943 wurde das Korps aus dem Ugra-Abschnitt herausgezogen, zur 3. Panzerarmee verlegt und etablierte sich am Nordflügel der Gruppe von der Chevallerie im Raum Welisch. Im April 1943 waren dem Generalkommando im Raum westlich von Welikije Luki die 205. Infanterie- und die motorisierte 20. Division zugeordnet. Die 331. Division hielt nach Norden anschließend die Verbindung zum II. Armeekorps. Nachdem die sowjetische 3. Stoßarmee ihre Offensive gegen Newel einleitete, verlängerte die 16. Armee nach der Verlegung des I. Armeekorps den Befehlsbereich nach Süden bis zum Nesherda-See. Damit kam auch das im alten Frontbereich verbleibende XXXXIII. Korps in den Befehlsbereich der Heeresgruppe Nord.

### 1944
Im Januar waren dem Generalkommando im Raum nördlich Newel die 15. lettische SS-Division, die 83. und 263. Infanterie-Division unterstellt. Nach dem Absetzen der 16. Armee aus dem Raum zwischen Ilmensee und der Seenkette nördlich Newel auf die „Pantherstellung“ wurde das Generalkommando freigemacht. Im März 1944 wurde das XXXXIII. Korps zur Armeeabteilung Narwa verlegt. Am 26. März 1944 begann das Generalkommando unter Generalleutnant Ehrenfried Oskar Boege mit der 11. und 227. Infanterie-Division einen Gegenangriff, durch einen weiteren Angriff gegen einen östlichen Frontvorsprung wurde die Front südwestlich Narwa begradigt. Im Juni waren dem Generalkommando die 58. und 122. Division zugeteilt. Im Juli 1944 wurde das Korps an den Nordabschnitt verlegt und war kurzfristig für den Küstenschutz in Estland zuständig. Dazu zählten die 207. Sicherungs-Division, die im Gebiet um Windau stand. An der Nordküste die 12. Luftwaffenfeld-Division sowie die 83. Infanterie-Division, die die Küste zum Rigaer Meerbusen hin sicherte. Im September wieder in den Bereich der 16. Armee versetzt, übernahm das Korps während der Baltischen Operation den Düna-Abschnitt im Rigaer Frontbogen. Dem XXXXIII. Korps war an der Südfront gegenüber Friedrichstadt die Führung der 58., 225., 205. und 389. Infanterie-Division anvertraut. Noch vor dem Verlust von Riga am 15. Oktober wurde das Generalkommando durch den Kemmener Korridor in den Kurlandkessel herübergezogen. Im November 1944 führte Generalleutnant Versock zusätzlich die Verteidigung der Halbinsel Sworbe, die am 24. November geräumt werden musste.

### 1945
Nach den Abwehr- und Rückzugskämpfen in Nordkurland übernahm das XXXXIII. Korps im Bereich der 16. Armee Sicherungsaufgaben in Kurland. Unterstellt waren dabei die Festung Windau und die Küstengruppe Nordwest und Südwest. Im März 1945 wurde das Generalkommando aus dem Kurlandkessel herausgezogen und der 8. Armee nach Nordungarn zugeführt. Nach dem Verlust des Donau-Brückenkopfs von Gran und der Offensive der 2. Ukrainischen Front über den Waag-Abschnitt wurde das Generalkommando aus der Slowakei nach Znaim zurückgedrängt. Mitte April wurde das Korps zur Abwehr des im niederösterreichischen Weinviertel vorgehenden sowjetischen 23. und 68. Schützenkorps eingesetzt, unterstellt waren dabei die 48. Volksgrenadier-, die 96. Infanterie- und Reste der 101. Jäger-Division. Die Kapitulation des Generalkommandos erfolgte im Mai 1945 gegenüber den Amerikanern im Raum Linz.

## Personen

### Kommandierender General
| Dienstgrad                 | Name                     | Datum                                                        |
| -------------------------- | ------------------------ | ------------------------------------------------------------ |
| General der Artillerie     | Hermann Ritter von Speck | 01. Mai bis 31. Mai 1940                                     |
| General der Gebirgstruppen | Franz Böhme              | 31. Mai bis 17. Juni 1940                                    |
| Generaloberst              | Gotthard Heinrici        | 17. Juni 1940 bis 20. Januar 1942                            |
| Generalmajor               | Gerhard Berthold         | 20. Januar bis 19. Februar 1942 (mit der Führung beauftragt) |
| General der Infanterie     | Kurt Brennecke           | 19. Februar bis 27. Juni 1942                                |
| General der Infanterie     | Joachim von Kortzfleisch | 28. Juni bis 15. August 1942                                 |
| General der Infanterie     | Kurt Brennecke           | 15. August 1942 bis 23. Januar 1943                          |
| General der Infanterie     | Karl von Oven            | 24. Januar 1943 bis 25. März 1944                            |
| Generalleutnant            | Ehrenfried Oskar Boege   | 25. bis 31. März 1944 (mit der Führung beauftragt)           |
| General der Infanterie     | Ehrenfried Boege         | 01. April bis 3. September 1944                              |
| General der Gebirgstruppen | Kurt Versock             | 03. September 1944 bis 20. April 1945                        |
| Generalleutnant            | Arthur Kullmer           | 20. April bis 8. Mai 1945                                    |

### Erster Generalstabsoffizier (Ia)
Siehe auch: Erster Generalstabsoffizier
| Dienstgrad     | Name                    | Von             | Bis           |
| -------------- | ----------------------- | --------------- | ------------- |
| Oberstleutnant | Wilhelm Knüppel         | April 1940      | Dezember 1942 |
| Major          | Emil Lorenz             | Dezember 1942   | August 1943   |
| Major          | Richard Lang            | August 1943     | August 1944   |
| Major          | Hans-Joachim von Raison | 15. August 1944 | Februar 1945  |
| Major          | Eßbach                  | 01. März        | Mai 1945      |

## Einsatzräume und Unterstellungen
| Zeit          | Armee                | Heeresgruppe | Einsatzgebiet            |
| ------------- | -------------------- | ------------ | ------------------------ |
| Juni 1940     | 9. Armee             | B            | Chemin des Dames         |
| Juli 1940     | 16. Armee            | A            | Kanalküste               |
| August 1940   | 9. Armee             | A            | Kanalküste               |
| Januar 1941   | 9. Armee             | A            | Kanalküste               |
| Mai 1941      | 4. Armee             | B            | Generalgouvernement      |
| Juni 1941     | 4. Armee             | Mitte        | Brest-Litowsk, Bialystok |
| August 1941   | 2. Armee             | Mitte        | Bobruisk, Kiew, Brjansk  |
| November 1941 | 2. Panzerarmee       | Mitte        | Tula                     |
| Januar 1942   | 4. Armee             | Mitte        | Juchnow, Spas-Demensk    |
| Januar 1943   | 4. Armee             | Mitte        | Spas-Demensk             |
| April 1943    | 3. Panzerarmee       | Mitte        | Welisch                  |
| August 1943   | 16. Armee            | Nord         | Newel                    |
| Januar 1944   | 16. Armee            | Nord         | Newel                    |
| April 1944    | Armeeabteilung Narwa | Nord         | Narwa                    |
| August 1944   | 16. Armee            | Nord         | Nordkurland, Oesel       |
| Januar 1945   | 16. Armee            | Nord         | Kurland                  |
| Februar 1945  | 16. Armee            | Kurland      | Kurland                  |
| April 1945    | 8. Armee             | Süd          | Nordungarn, Slowakei     |
| Mai 1945      | 8. Armee             | Ostmark      | Österreich, Linz         |